# Nahr-e Seyyed Yusef
Nahr-e Seyyed Yusef (em persa: نهرسيديوسف, também romanizada como Nahr-e Seyyed Yūsef; também conhecida como Seyyed Yūsef) é uma aldeia do distrito rural de Nasar, no condado de Abadan, na província de Khuzistão, Irã.
Segundo o censo de 2006, sua população era de 132 habitantes, em 24 famílias.